# Lenguas pama-ñunganas
Las lenguas pama-ñunganas o pama-nyuŋanas constituyen la familia de lenguas más extendida de entre las lenguas aborígenes australianas, el que tiene un mayor número de hablantes de entre las lenguas aborígenes australianas. Ninguna de ellas tiene, a fecha de hoy, carácter oficial en país alguno.
Algunos autores como R. M. W. Dixon rechazan que las lenguas pama-ñunganas constituyan una familia filogenéticamente probada, ya que la hipótesis de Hale y O'Grady se basa en comparaciones lexicoestadísticas. Estructuralmente las lenguas pama-ñunganas son muy diversas y no se han podido encontrar correspondencias fonéticas regulares que engloben a toda la familia. Por tanto, no ha sido posible reconstruir el proto-pama-ñungano.

## Historia
La familia fue identificada y bautizada por Kenneth Hale en su libro sobre la clasificación de las lenguas nativas australianas. Hale se dio cuenta de que, mientras todas las lenguas aborígenes australianas parecen estar relacionadas, un grupo de lenguas que se había extendido por la mayor parte del continente parecía estar especialmente próximo entre sí. El resto de familias lingüísticas indígenas australianas, aproximadamente una docena, se concentran en la costa norte de Australia y se agrupan a veces como lenguas no pama-ñunganas por exclusión.
El nombre de pama-ñungano se deriva de los nombres de dos grupos de lenguas en los extremos de Australia: las lenguas pama en el nordeste y las lenguas ñunganas en el sudoeste.

## Lenguas de la familia

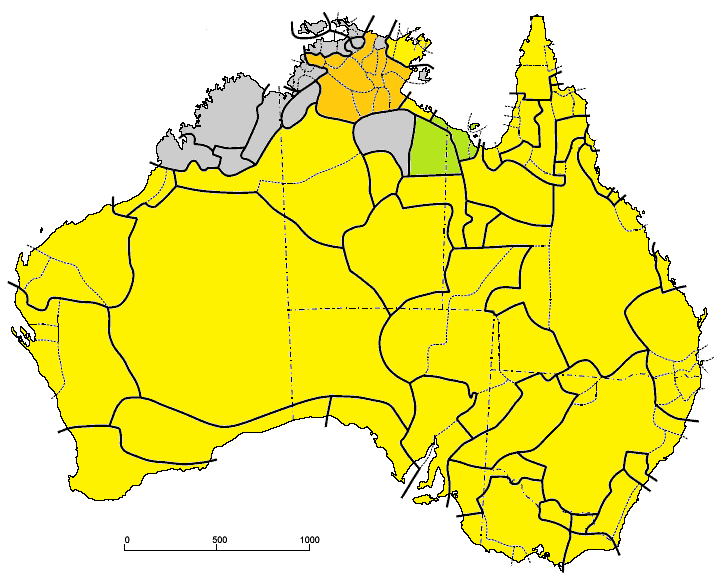
Lenguas Pama-Ñung (amarillo) otras lenguas macro-pama-ñung (verde y naranaja).

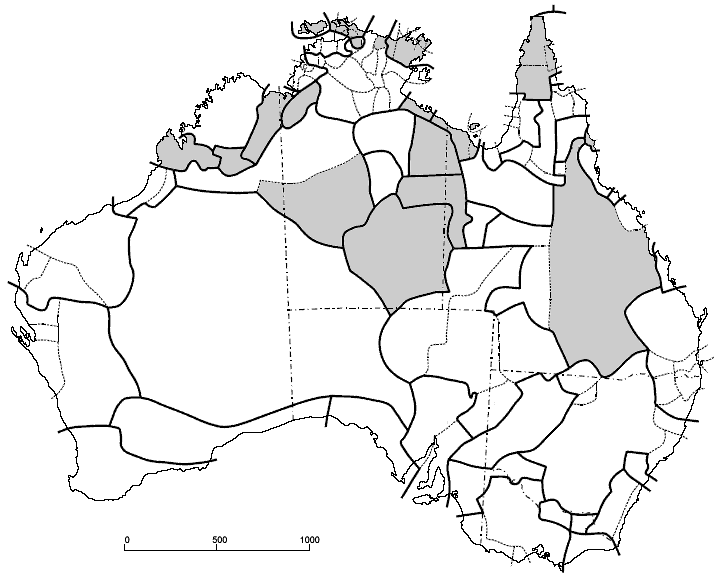
División en familias y áreas lingüísticas de acuerdo con la conservadora clasificación de Dixon (2002), las áreas en gris son los únicos subgrupos para los que existe una sólida evidencia de que constituyen grupos filogenéticos válidos. Dixon rechaza la idea de que se haya probado convenientemente lenguas pama-ñunganas constituyan una familia lingüística.

Se estima que existen unos cientos de lenguas pama-ñunganas, aunque el número exacto es difícil de determinar. La mayoría de las lenguas pama-ñunganas son habladas por pequeños grupos étnicos de unos mil hablantes o menos. Muchas están consideradas en peligro de extinción y muchas otras se han extinguido en los últimos años.
- Surorientales
  - Bajo Murray: Ngarinyeri, Ngayawung†, Yuyu†, Kureinji†, Yitha-Yitha, posiblemente Peramangk;
  - Yotayótico: Yotayota, Yabula-Yabula
  - Gippsland: Gunai, Dhudhuroa, Pallanganmiddang
  - Kulínico:
    - Kulin: Woiwurrung, Bunurong, Taungurung, Wathaurong, Djadjawurrung, Weba-Wemba, Latji-Latji, Wadi-Wadi, Mathi-Mathi
    - Drual: Bungandidj, Dhauwurd Wurrung
    - Gulidjan

  - Yuin-Kuric
    - Yuin: lenguas tharawal (Tharawal, Dhurga, Dyirringanj, Thawa), Nyamudy, Ngarigo, Ngunnawal,
    - Yora: Dharug, Darkinjung,
    - Kuri: Worimi-Awabakal, Dunghutti

  - Centro de Nueva Gales del Sur
    - Wiradhúricas: Gamilaraay, Wiradhuri, Ngiyambaa
    - Dyangadi: Dyangadi, Nganyaywana
    - Barranbinja
    - Muruwari

  - Durubálico: Turrubal (Turubul), Yagara (Jagara), Jandai (Janday), Nunukul (Nunungal, Moonjan), Gowar (Guwar)
  - Yugambeh-Bundjalung: Yugambeh, Githabul, Wahlubal
  - Gumbaynggíricas: Kumbainggar , Yaygir
  - Waka-Kabic:
    - Than: Gureng Gureng, Gabi (Kabikabi), Dappil (Tulua?)
    - Miyan: Wuliwuli, Waga (Wakawaka), Barunggam (Muringam)

  - Dyirbálico: Dyirbal, Warrgamay, Wulguru, Nyawaygi
  - Anewan (Nganyaywana)

- Nororientales

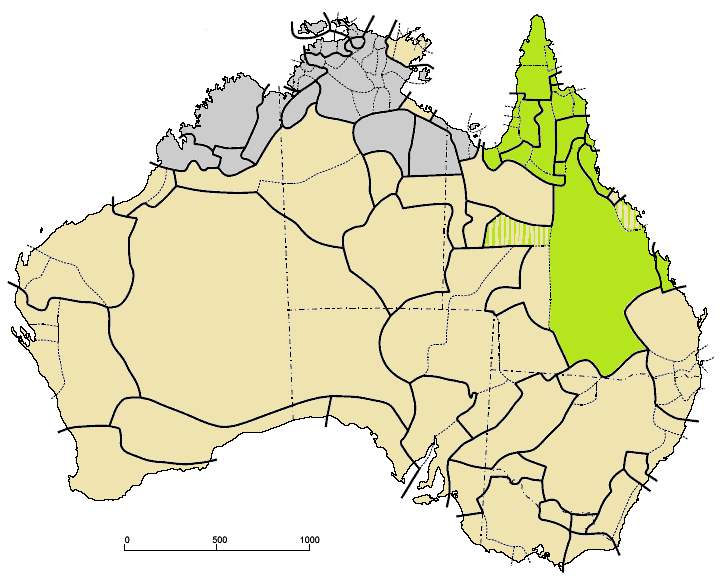

  - Kalkatúngico: Kalkatungu, Yalarnnga.
  - Mayábico: Mayi-Kutuna, Mayi-Kulan, Ngawun
  - Pama
    - Lenguas pama del Cabo York septentrional:
      - Septentrional:Gudang, Atampaya, Uradhi (Atampaya, Yinwum, Wuthati, Yadhaykanu), Anguthimri (Alngith, Linngithigh, Mpakwithi , Nggerikudi, Yupungati, Tjungundji, Mangarla), Luthigh, (Mpalityan), Ngkoth, Aritinngithigh, Adithinngithigh, Awngthim, Mbiywom, Andjingith, Wik (Wik-Me'anha, Wik-Ep, Wik-Keyenganh, Wik Ngathan, Wik-Ngatharr, Wik-Mungkan, Kugu Nganhcara (Muminh, Uwanh, Mu'inh, Ugbanh, Yi'anh, Wik-Iiyanh), Ayabadhu, Pakanha), posiblemente Ndwa'ngith;
      - Umpila;

    - Umpithamu
    - Lamalámico:  Umbuygamu, Mbariman-Gudhinma, Lama-Lama;
    - Lenguas pama suroccidentales
      - Alto Pama suroccidental: Kuuk Thaayorre (Kuuk Thaayorre, Kuuk Kirka, Kuuk Thayem, Kuuk Thayunth), Kuuk Yak, Kunjen (Oykangand), Ogh-Undjan (Kawarrangg)
      - Pama de la costa: Yir Yoront (Yirrk-Thangalkl), Koko Bera, Kok Thawa

    - Kok Nar
    - Lenguas thaypánicas: Thaypan, Angkula, Alungul, Aghu-Tharnggala, Takalak, Ikarranggali;
    - Norman: Gurdjar, Kuthant (Garandi);
    - Flinders: Gugadj;
    - Pama meridional: Wamin, Mbabaram, Mbara, Walangama;
    - Yalánjicas
      - Guugu Yimithirr
      - Guugu Yalandji
      - Barrow Point † (>> Wik?)

    - Yidíñico: Djabugay, Yidiny

  - Kalaw Lagaw Ya
  - Máricas: Bidyara, Biri, Warrungu, Dharumbal, Bayali ?

- Centrales
  - Arándicas
    - Pertame
    - Kaytetye
    - Arrernte:Alto arrernte, Bajo arrernte

  - Thura-Yura: Wirangu, Nauo, Adnyamathanha–Kuyani, Barngarla, Narangga, Kaurna, Nukunu, Ngadjuri
  - Kárnico: Arabana, Wangganguru, Pitta Pitta, Wangka-Yutjurru, Wanggamala, Yandruwandha, Yawarawarga, Mithaka, Diyari, Yarluyandi–Ngamini, Río Wilson, Bundhamara
  - Yarli
  - Paakantyi

- Occidentales

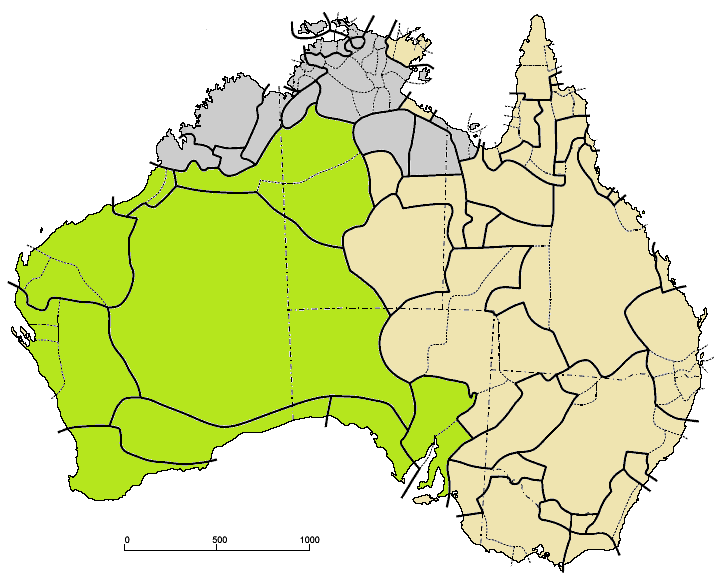

  - Ngarna: Yanyuwa, Wagaya †, Yindjilandji †, Bularnu †, Warluwara †
  - Ngumpin-Yapa
    - Ngárrkicas: Warlmanpa, Warlpiri
    - Ngumbin: Walmajarri, Djaru, Gurindji , Mudburra

  - Warumungu
  - Yolŋu: Dhangu-Djangu, Nhangu, Dhuwal, Ritharngu, Djinang, Djinba,
  - Kanyara-Mantharta
    - Kanyara: Burduna,Dhalanyji
    - Mantharta: Tharrgari, Warriyangka, Thiin†, Jiwarli†

  - Ñúngaras
    - Ngayarda: Martuthunira, Ngarluma-Kariyarra, Yindjibarndi-Kurrama, Panyjima, Jurruru, Nyamal, Yinhawangka, Ngarla, Nhuwala, Palyku
    - Kartu: Yinggarda, Nyungar, Mangarla
    - Mirning: Mirniny, Ngadjunmaya
    - Wati: Wanman, Desierto Occidental, Ngardi?
    - Marrngu: Karajarri, Mangarla, Nyangumarta

- Otras
  - Bajo Burdekin
  - (Proto-Pama–Ñungano)

## Descripción lingüística

### Tipología
Evans y McConvell clasifican a las lenguas típicas del grupo Pama-Nung, como por ejemplo el warlpiri, como lenguas con marcaje de complemento y como exclusivamente sufijantes, que carecen de género. Algunas lenguas no-Pama-Ñung como las lenguas tángkicas comparten esta tipología, e incluso algunas lenguas Pama-Ñung como el yanyuwa se alejan de esto (ya que es prefijante, con marcación de núcleo y con un complejo sistema de género gramatical).
El proto-pama-ñung se habría hablado hace unos 5000 años, por lo que es muy reciente comparado con el poblamiento humano de Australia que se remontaría a más de 60 000 años. La expansión relativamente reciente de las lenguas pama-ñunganas y como se desplazó a otros grupos de lenguas pre-pama-ñunganas sigue siendo muy incierta. Una posibilidad es que estas lenguas se difundieran de grupo a grupo junto con cierta cultura material y ciertos rituales. Dadas las distribución de cognados entre diferentes grupos, parece que el proto-pama-ñung tenía muchas características típicas de un Sprachbund, sugiriendo la antigüedad de diversas oleadas de contactos culturales entre grupos En particular, R. M. Dixon demostró que los árboles genealógicos que se encuentran en muchas familias, no parecen ser un modelo que describa bien las relaciones dentro del grupo pama-ñung.

### Fonología
El sistema fonológico del proto-pama-ñung, tal como fue reconstruido por Barry Alpher (2004), es bastante similar al usado actualmente en la mayor parte de las lenguas australianas modernas. Las vocales reconstruidas son:
|         | Anterior | Posterior |
| ------- | -------- | --------- |
| Cerrada | *i *iː   | *u *uː    |
| Abierta | *a *aː   | *a *aː    |
La cantidad vocálica es fonológicamente distintiva solo en la primera sílaba (i.e. la sílaba tónica). El inventario de consonantes reconstruido por el mismo autor es:
|           | Periféricas | Periféricas    | Laminal  | Apical     | Apical |
| Bilabial  | Velar       | Post- alveolar | Alveolar | Retrofleja |        |
| --------- | ----------- | -------------- | -------- | ---------- | ------ |
| Oclusiva  | *p          | *k             | *c, *cʸ  | *t         | *ʈ     |
| Nasal     | *m          | *ŋ             | *ñ       | *n         | *ɳ     |
| Lateral   |             |                | *λ       | *l         | *ɭ     |
| Rótica    |             |                |          | *r         | *ɻ     |
| Semivocal | *w          | *w             | *y       |            |        |
El proto-pama-ñung parece haber tenido solo un conjunto de laminales, los dos conjuntos de lamino-dentales y lamino-alveopalatales que se encuentran en las lenguas modernas sería el resultado de innovaciones fonéticas condicionadas recientes. Sin embargo, existe un pequeño número de palabras donde la oclusiva alveopalatal se encuentra donde se esperaría una dental, y para esas se reconstruyó el fonema /*cʸ/. No existe evidencia convincente de que hubiera existido una nasal equivalente del tipo /*ñʸ/ o una lateral equivalente del tipo /*λʸ/.

### Gramática
Muchas lenguas pama--nyuŋanas presentan caso morfológico, las terminaciones de caso reconstruidas para el proto-pama-nyuŋ incluyen: nominativo , acusativo *-nha  /-n̪a/, dativo *-gu, ergativo *-nggu /-ŋɡu/, locativo *-ngga  /-ŋɡa/ y ablativo *-ngu  /-ŋu/.

### Vocabulario
Además de la lista de palabras de Hale (1982) que sólo se encuentran en pama-ñung, y además de los pronombres y las terminaciones reconstruidas para la proto-lengua, Evans y McConvell informan de que mientras que algunas de las raíces son improbables, O'Grady y Tryon, en cambio proporcionan "centenares de cognados claros testimoniados a lo largo de toda el área pama-ñung y ausentes fuera de ella."

### Más lenguas
Además de las clasificadas anteriormente, hay más lenguas pama-ñunganas. Algunas son:
- Wargamay: lengua típica aborigen australiana con sufijos, una estructura aglutinante y un orden libre de palabras. Tiene tres vocales y diferencia largas y breves en la sílaba inicial de la palabra. Si hay una vocal larga recibe la sílaba tónica. Si no es así y la palabra es bisílaba es llana y si es trisílaba aguda. El escaso material del Wargamay no nos dice mucho de información sintáctica. Se diferencian tres dialectos: Wargamay, Halifax Biyay, y Hinchinbrook Biyay. Ejemplos de palabras: walɲɠan(río), miɠu(cerebro), ɠu:lu (negro), y bambaɽa (blanco).

ᶇayba ᶇa: bungi / ᶇinunda bu:ᶇgurayɠa : No pude dormir por tus ronquidos
ᶇayba yugaray ᶇaluᶇga: Yo nadé en el agua
waɲɠaᶇɠa ᶇinu yabuɠaman:¿Dónde está tu madre?
- Watjarry: es una lengua con sufijos similar a la lengua del Western Desert. Tiene tres vocales y diecisiete consonantes y no diferencia entre vocales largas y breves. El patrón silábico es normalmente CV o CVC, pero las palabras pueden empezar con vocal y hay una fuerte tendencia a tener una vocal como fonema final. Morfológicamente no es muy complejo, no suele haber palabras monosílabas. Las raíces verbales y los lexemas suelen ser palabras bisílabas. Ejemplos de palabras: katjara (río), kanti (cuchillo de piedra), ngurtu (cerebro), maru (negro) y pirinj (blanco).

Ngatja marIa njinananja: Estoy sentado detrás
Palu wayi ngangkurna: Él no lo escuchó
Nja-ngka?: ¿Cuándo?
- Yukulta: lengua típica flexiva y derivativa a partir de sufijos. Esta lengua tiene tres vocales y distingue largas y breves. Una palabra en yukulta empieza con una consonante y acaba con un vocal. Distingue los siguientes tipos de palabras: nominales (nombre y adjetivo), pronominales, verbal (verbos y adverbios), palabras locacionales, palabras de tiempo, partículas e interjecciones. Ejemplos de palabras: kaȶara (río), kankarinYa (cuchillo de piedra), nalta (cabeza), ɳumuwa (negro), y kampura/palara (blanco).

tan-ma-ø-nka   wuruwu!u-ø  miya!u!u-ø:  Tiene una lanza puntiaguda
ᶇan-ma-ø-kati   miya!wari-ø: No tengo una lanza
ᶇaka-țanma  țaᶇka: ¿Quién es ese hombre?
- Guugu Yimidhirr: lengua de sufijación con pronombres independientes y morfología nominal y compleja y orden libre de palabras. Es una lengua de uso cotidiano actualmente y sobre todo en Hopevale Mission, y North Queensland. Tiene tres vocales: a, i, u y distinguen entre largas y breves. Todas las palabras monosílabas tienen vocales largas. Muchos nombres designan nombres genéricos que distinguen categorías muy grandes. Ejemplos de palabras: birri (río),naaybu (cuchillo), garu (cerebro), munhi (negro) y dyinggaa (blanco).

Gad-ii   nambaal-ga: Ven a por el dinero
Ngayu  gadiil-ga binaal-mul: No sé (su) nombre